# Nyby, Hylte kommun
Nyby är en småort i Långaryds distrikt (Långaryds socken) i Hylte kommun, Hallands län (Småland).  Nyby ligger mindre än en kilometer nordväst om Långaryd. Mellan de båda orterna rinner Nissan.
Laboraskolan är en friskola i Nyby, nära Långaryd, som sedan augusti 2007 bedriver grundskoleverksamhet (6-9) och gymnasieverksamhet med motsvarande inriktning industriprogrammet. Skolan drivs av Plymouthbröderna.